# Краліна Надія Петрівна
Наді́я Петрі́вна Кра́ліна (рос. Надежда Петровна Кралина; *18 вересня 1923 — 25 січня 2016) — радянська російська удмуртська фольклористка, літературознавиця, перекладачка. Фахівчиня з удмуртського фольклору. Кандидат філологічних наук (1951). Лавреатка Державної премії Удмуртської АРСР (1986).

## Біографія
Народилася у 1923 році в місті Вольську Саратовської області у багатодітній робітничій родині. 
У 1929 році сім'я переїхала до Балаково, де батько працював на судноремонтному заводі.
У червні 1941 року, скінчивши середню школу, вступила у Вольський учительський інститут, але Друга світова війна, що почалася, завдила приступити до навчання. Працювала у Балаковському райпромкомбінаті, а 1942 року, переїхавши до старшого брата в Іжевськ, працювала у совгоспі «Медведєво» — підсобному господарстві Іжевського металургійного заводу, згодом нарядницею на заводі.
Восени 1942 року була прийнята без іспитів на філологічний факультет Іжевського педагогічного інституту, де її студенти обрали комсомольським лідером інституту.
Навесні 1943 року Удмуртський обком ВЛКСМ відрядив Н. П. Краліну комсоргом на будівництво залізниці «Іжевськ-Балезіно». У жовтні 1943 року — у 20-річному віці була прийнята у члени ВКП(б).
Після війни, навесні 1946 року, закінчивши навчання, два роки працювала вчителем у середній школі села Каракуліно, ставши там наймолодшим та єдиним з вищою освітою вчителем.
У 1948 році вступила в аспірантуру Ленінградського педагогічного інституту ім. М. Н. Покровського, одночасно викладаючи в Інституті іноземних мов.
У 1951 році захистила дисертацію на тему: «Проблема народности у творчості Г. Р. Державина».
У 1952-63 роках — завідувач сектором літератури і фольклору Удмуртського науково-дослідницького інституту.
У 1963-85 роках — викладач, доцент кафедри російської та зарубіжної літератури Удмуртського державного університету.
Докторську дисертацію, хоча вона й була готова на тему «Удмуртський фольклор», не захищала. Її аспірантами були майбутні вчені-літературознавці П. К. Поздєєв і Д. О. Яшин.
Членкиня Спілки письменників СРСР від 1959 року, обиралась делегатом IV і VI з'їздів письменників РСФСР (1975, 1985).
Починаючи з середини 1960-х років понад 10 років очолювала Удмуртське відділення Радянського Фонду Миру. Двічі обиралась депутатом Іжевської міської Ради.
Вийшовши на пенсію у 1984 році, продовжила займатися науковою діяльністю і перекладами, брала участь у підготовці збірників.
Померла у 2016 році.

## Наукова діяльність і визнання
Надія Петрівна Краліна — авторка робіт з фольклору та літератури удмуртського народу: наукових статей, публікацій фольклорних творів, окремих книг.
Перекладачка на російську багатьох творів удмуртських письменників: роману «Біля ріки Лудзинки» Т. А. Архипова, роману-трилогії «Поклонись землі» Г. К. Перевощикова та інших.
Авторка автобіографічної повісті «Дорога, що стала долею» («Дорога, ставшая судьбой») про будівництво в роки Другої Світової війни в тилу залізниці Іжевськ-Балезіно.